# الدوري الأيرلندي 1905–06
الدوري الأيرلندي 1905–06 (بالإنجليزية: 1905–06 Irish League)‏ هو الموسم 16 من الدوري الأيرلندي. أشرف على تنظيمه الاتحاد الأيرلندي لكرة القدم، وفاز فيه نادي كليفتونفيل.